# برت میلیچیپ
برت میلیچیپ (انگلیسی: Bert Millichip; ۵ اوت ۱۹۱۴ – ۱۸ دسامبر ۲۰۰۲) بازیکن فوتبال اهل بریتانیا بود.
وی همچنین برندهٔ جوایزی همچون شوالیه (عنوان) شده‌است.
از باشگاه‌هایی که در آن بازی کرده‌است می‌توان به باشگاه فوتبال وست برومویچ آلبیون اشاره کرد.